# Quand on n'a que l'amour
Quand on n'a que l'amour, è il secondo album in studio del cantautore francese Jacques Brel. Il disco fu pubblicato nell'aprile del 1957, e contiene il primo grande successo di Brel, la canzone Quand on n'a que l'amour.

## Tracce
Testi e musiche di Jacques Brel; edizioni musicali Philips.
1. Quand on n’a que l'amour
2. Qu'avons-nous fait, bonnes gens
3. Les pieds dans le ruisseau
4. Pardons
5. La bourrée du célibataire
6. L'air de la bêtise
7. Saint-Pierre
8. J'en appelle
9. Heureux
10. Les blés